# Benno Diederich

Benno Diederich als Student in Göttingen im Jahre 1890

Benno Diederich (Pseudonym: Raatz) (* 13. März 1870 in Berlin; † 15. November 1947 in Hamburg) war ein deutscher Lehrer, Philologe, Autor und Biograph.

## Leben und Wirken
Diederich wurde als Sohn eines Eisenbahnsekretärs geboren und besuchte das Humboldtgymnasium in Berlin und ab 1885 das Gymnasium Christianeum in Altona, wo er 1889 mit dem Reifezeugnis entlassen wurde. Er studierte im Anschluss alte Sprachen und Germanistik an der Georg-August-Universität in Göttingen. Dort trat er Anfang 1890 in die schwarze Verbindung und spätere Burschenschaft Holzminda ein. 1891 wechselte er an die Universität Kiel, wo er 1894  sein Examen und seine Promotion ablegte. Sein Seminarjahr machte er in Altona, sein Probejahr am Matthias-Claudius-Gymnasium in Wandsbek. 1897 wurde er als wissenschaftlicher Hilfslehrer an die Realschule in Blankenese berufen, wo er 1899 Oberlehrer wurde. Noch im selben Jahr ging er an das Realgymnasium in Lübeck; von dort aus weiter an die Gelehrtenschule des Johanneums in Hamburg, wo er unter anderem Hans Erich Nossack unterrichtete. Daneben war er Begründer und Betreiber eines literarischen Salons. Er starb 1947 fast völlig erblindet in Hamburg. Er hatte zwei Töchter, eine – Ursula Schuh – erlangte Bekanntheit als Malerin und Bühnenbildnerin. 
Er verfasste zahlreiche Werke, unter anderem Biographien von Émile Zola und Alphonse Daudet.

## Veröffentlichungen
- Quomodo dei in Homeri Odyssea cum hominibus commercium faciant. Dissertation, Kiel 1894 (online bei Archive.org).
- Emile Zola. Leipzig 1898.
- Königin Elisabeth von Rumänien (Carmen Sylva). Ein Lebensbild. Leipzig 1898.
- Zola und die Rougon-Macquart. Hamburg 1899.
- Das Milieu bei Émile Zola. 1899.
- Alphonse Daudet. Sein Leben und seine Werke. Berlin 1900 und Hamburg 1901.
- Großherzog Peter von Oldenburg. Erinnerungsblätter. Blankenese 1900.
- Von Gespenstergeschichten, ihrer Technik und ihrer Literatur. Leipzig 1903.
- Die Hamburger. Charakterbilder aus der Literatur unserer Zeit. Hamburg 1909.
- Führung zur Kunst. Hamburg 1909.
- Hamburger Poeten. Leipzig 1910.
- Friederike. 1911.
- Prinzessin Ursula. Ein Weihnachtsmärchen in fünf Akten. Leipzig 1912.
- Die schönsten Geschichten des griechischen Altertums. Stuttgart 1914.
- Ein Weltkrieg im Altertum. Stuttgart 1914.
- Von den alten Weltreichen. Stuttgart 1914.
- Preußens Aufgang. Berlin 1915.
- Bolschewismus und Expressionismus. Hamburg 1921.
- Der Untergang der Carnatic. Spukgeschichten. Hamburg 1927. (als Herausgeber)
- Der Sexualismus, die geschlechtliche Entartung der Gegenwart. Hamburg 1929.
- Johann Melchior Goeze, der Gegner Lessings. In: Der Staatsdiener 1936 Nr. 6. Hamburg 1936. S. 110–111.
- Agrippa von Nettesheim. Ein zweiter Faust; zu seinem Erinnerungstage am 14. September. In: Börsen-Zeitung vom 13. September 1936 Berlin.
- Der Wandsbecker Bote. Zu Matthias Claudius' 200. Geburtstag. In: Hamburgische Kirchenzeitung. Bd. 16. Hamburg 1940.
- Die Geschichten des Herodot. Nacherzählt von Benno Diederich. Stuttgart 1987. (Neue Bearbeitung)